# Elysé Bokumwana
 Elysé Bokumwana Maposo  (né à Pimo le 5 juin en 1962) est un homme politique de la République démocratique du Congo et député national, élu de la circonscription de Bongandanga dans la province de Mongala,,,.

## Biographie
Elysé Bokumwana est né à Pimu le 5 juin 1962, élu député national dans la circonscription électorale de Bongandanga dans la province de Mongala sur la liste du parti politique Union pour la démocratie et le progrès social UDPS.